# Coleomerus
Coleomerus är ett släkte av skalbaggar. Coleomerus ingår i familjen vivlar.

## Dottertaxa tillColeomerus, i alfabetisk ordning[1]
- Coleomerus abdominalis
- Coleomerus aenescens
- Coleomerus atrolucens
- Coleomerus boliviensis
- Coleomerus brevicollis
- Coleomerus columbicus
- Coleomerus conicicollis
- Coleomerus ebeninus
- Coleomerus intermedius
- Coleomerus isthmicus
- Coleomerus laevissimus
- Coleomerus lugubris
- Coleomerus merula
- Coleomerus obsidianus
- Coleomerus puncticeps
- Coleomerus punctulatus
- Coleomerus rivularis
- Coleomerus rotundatus
- Coleomerus rufulicollis
- Coleomerus sparsus
- Coleomerus subviolaceus
- Coleomerus vicinus